# Жеремі-Жак Оберлен
Жеремі-Жак Оберлен (фр. Jérémie-Jacques Oberlin; 1 серпня 1735, Страсбург — 10 жовтня 1806, там само) — німецький (франкомовний) філолог, викладач, науковий письменник і археолог з Ельзасу. Брат пастора-благодійника Жана Фредеріка Оберлена.
Отримав середню освіту під керівництвом свого батька в гімназії в Страсбурзі, потім вступив до університету в цьому ж місті, який закінчив зі ступенем доктора філософії 1758 року, пізніше стажувався в богослов'ї. 1764 року був призначений помічником університетського бібліотекаря, 1770 року став наступником батька на посаді професора в гімназії. 1778 року за дорученням магістратів Страсбурга відправився в археологічну подорож на південь Франції. Незабаром після повернення став екстраординарним професором філософії в університеті Страсбурга, а 1782 року був призначений ординарним професором логіки і метафізики, одночасно ставши директором гімназії і каноніком церкви св. Томи (фр. Église Saint-Thomas de Strasbourg). Займався підготовкою видань текстів древніх авторів.
Співчував ідеям Французької революції і 1793 року був заарештований; утримувався у в'язниці в Меці, де містився до 9 термідора, після чого отримав свободу і повернувся до археологічних досліджень і викладання. Потім був призначений бібліотекарем школи Нижнього Рейну і згодом адміністратором цього департаменту. Організував переміщення в бібліотеки книг із ліквідованих монастирів, виступав з публічними лекціями. З 1772 року перебував членом-кореспондентом Академії надписів. Помер від інсульту.
Головні праці: «Miscellanea litteraria» (1770), «Orbis antiqui monumentis suis illustrati prodromus et primae lineae» (1772—1776), «De linguae latinae medii aevi mira barbarie» (1773), «Essai sur le patois lorrain» (1775), «Alsatia litterata» (1786), «Diplomatica» (1788), «Patois et moeurs de la campagne» (1798); «Essai d'annales de la vie de Guttenberg» (1801).